# Sobrado (La Corunya)
|  | Per a altres significats, vegeu «Sobrado (Lleó)». |

Sobrado és un municipi de la província de la Corunya a Galícia. Pertany a la Comarca da Terra de Melide. Limita al sud amb Melide i Toques, a l'est amb Friol, al nord amb Curtis i a l'oest amb Boimorto i Vilasantar.
| 4.899 | 5.583 | 6.459 | 3.466 | 2.360 |
| Fonts: INE i IGE (Els criteris de registre censal variaren i les dades de l'INE i de l'IGE poden no coincidir.) |       |       |       |       |

## Parròquies
Carelle (San Lourenzo) | A Ciadella (Santa María) | Codesoso (San Miguel) | Cumbraos (San Xiao) | Folgoso (Santa Cristina) | Grixalba (San Xiao) | Nogueira (San Xurxo) | A Porta (San Pedro) | Pousada (San Mamede) | Roade (Santo André)